# La Chamba

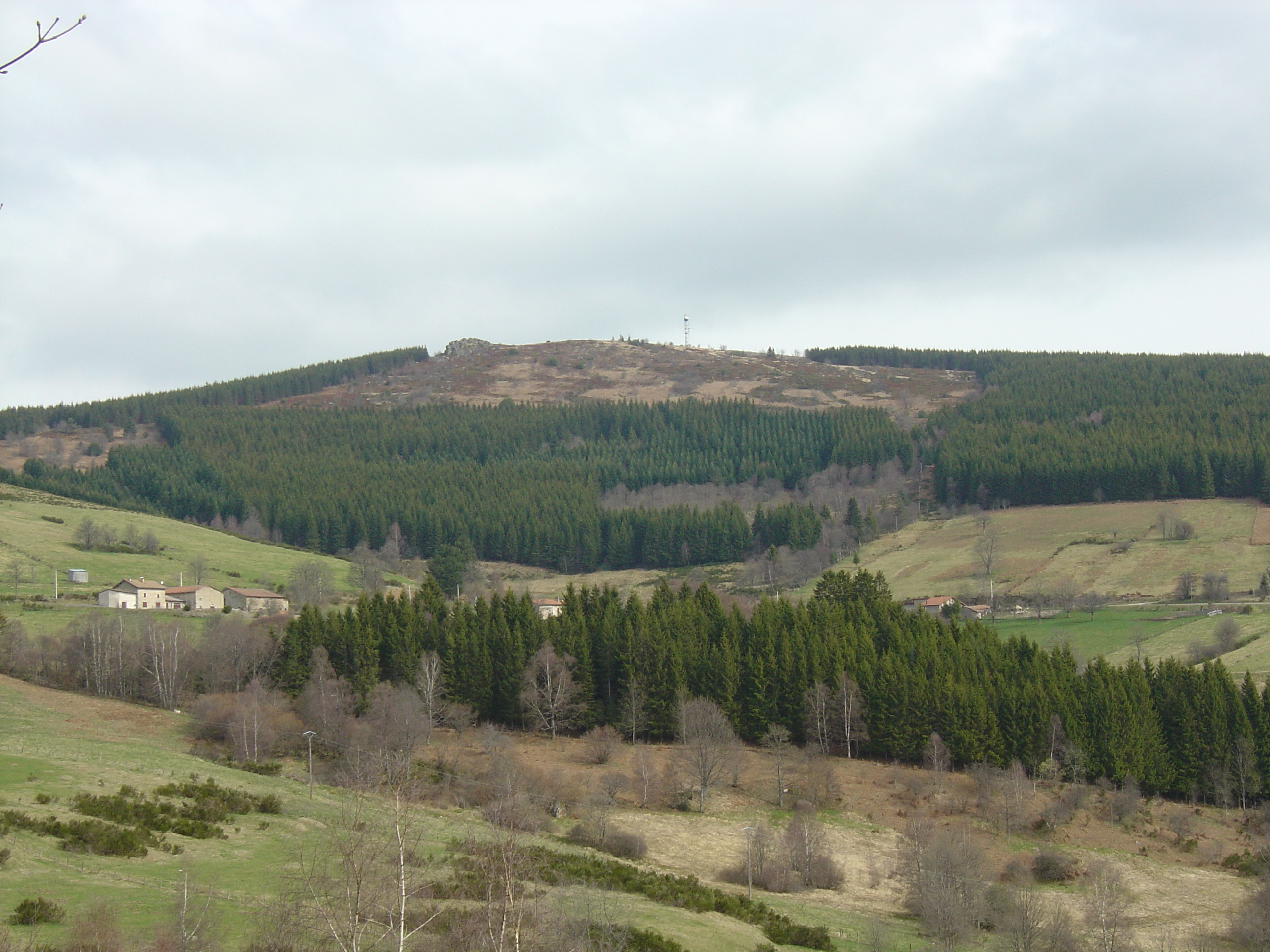
Le sommet du Vimont (1348 m) sur la commune de La Chamba.

La Chamba est une commune française située dans le département de la Loire, en région Auvergne-Rhône-Alpes, et faisant partie de Loire Forez Agglomération.

## Géographie

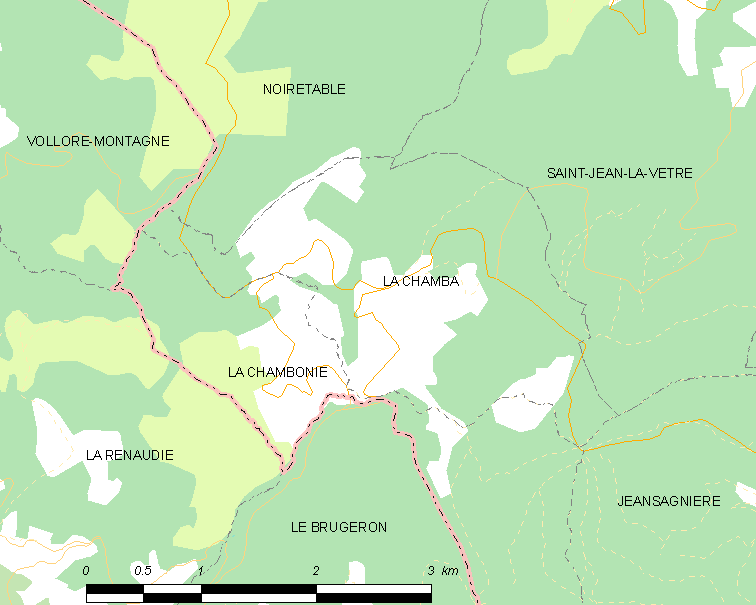
Localisation du village et des communes aux alentours

La Chamba fait partie des monts du Forez. Depuis le 27 juillet 2011, elle fait également partie du parc naturel régional Livradois-Forez.
| Vollore-montagne Puy-de-Dôme | Noirétable              | Saint-Jean-la-Vêtre    |
| La Chambonie                 | La Chamba               |                        |
|                              | Le Brugeron Puy-de-Dôme | Chalmazel-Jeansagnière |

### Climat
Pour des articles plus généraux, voir Climat d'Auvergne-Rhône-Alpes et Climat de la Loire.
En 2010, le climat de la commune est de type climat de montagne, selon une étude du Centre national de la recherche scientifique s'appuyant sur une série de données couvrant la période 1971-2000. En 2020, Météo-France publie une typologie des climats de la France métropolitaine dans laquelle la commune est exposée à un climat de montagne ou de marges de montagne et est dans la région climatique Nord-est du Massif Central, caractérisée par une pluviométrie annuelle de 800 à 1 200 mm, bien répartie dans l’année.
Pour la période 1971-2000, la température annuelle moyenne est de 7,8 °C, avec une amplitude thermique annuelle de 14,9 °C. Le cumul annuel moyen de précipitations est de 1 286 mm, avec 13,1 jours de précipitations en janvier et 8,5 jours en juillet. Pour la période 1991-2020, la température moyenne annuelle observée sur la station météorologique installée sur la commune est de 7,2 °C et le cumul annuel moyen de précipitations est de 1 273,4 mm,. Pour l'avenir, les paramètres climatiques de la commune estimés pour 2050 selon différents scénarios d'émission de gaz à effet de serre sont consultables sur un site dédié publié par Météo-France en novembre 2022.
| Mois                                  | jan.           | fév.           | mars           | avril         | mai           | juin          | jui.          | août           | sep.        | oct.          | nov.             | déc.            | année      |
| ------------------------------------- | -------------- | -------------- | -------------- | ------------- | ------------- | ------------- | ------------- | -------------- | ----------- | ------------- | ---------------- | --------------- | ---------- |
| Température minimale moyenne (°C)     | −3             | −3,1           | −0,6           | 1,8           | 5,4           | 9,1           | 10,6          | 11             | 8           | 5,1           | 0,5              | −1,9            | 3,6        |
| Température moyenne (°C)              | −0,2           | 0              | 2,9            | 5,8           | 9,5           | 13,5          | 15,2          | 15,4           | 11,9        | 8,5           | 3,3              | 0,9             | 7,2        |
| Température maximale moyenne (°C)     | 2,6            | 3,1            | 6,4            | 9,8           | 13,7          | 18            | 19,8          | 19,9           | 15,9        | 11,8          | 6                | 3,6             | 10,9       |
| Record de froid (°C) date du record   | −15,3 17.01.13 | −19,1 04.02.12 | −16,5 01.03.05 | −8,9 07.04.08 | −4,4 05.05.19 | −0,9 02.06.06 | 2,5 12.07.00  | 1,8 29.08.1998 | −1 25.09.02 | −9,9 25.10.03 | −14,1 22.11.1998 | −17,3 14.12.01  | −19,1 2012 |
| Record de chaleur (°C) date du record | 18,5 01.01.22  | 19,4 26.02.19  | 21,2 17.03.04  | 23,1 30.04.05 | 26,1 11.05.12 | 32,6 27.06.19 | 31,8 31.07.20 | 32,9 24.08.23  | 28 05.09.23 | 25,6 02.10.23 | 21,4 08.11.15    | 16,5 17.12.1998 | 32,9 2023  |
| Précipitations (mm)                   | 100,9          | 85,6           | 92             | 95,5          | 123,6         | 102,2         | 107,4         | 116            | 91,7        | 112,9         | 126,4            | 119,2           | 1 273,4    |

## Urbanisme

### Typologie
Au 1er janvier 2024, La Chamba est catégorisée commune rurale à habitat très dispersé, selon la nouvelle grille communale de densité à sept niveaux définie par l'Insee en 2022.
Elle est située hors unité urbaine et hors attraction des villes,.

### Occupation des sols
L'occupation des sols de la commune, telle qu'elle ressort de la base de données européenne d’occupation biophysique des sols Corine Land Cover (CLC), est marquée par l'importance des forêts et milieux semi-naturels (53,1 % en 2018), en diminution par rapport à 1990 (66 %). La répartition détaillée en 2018 est la suivante : 
forêts (52 %), prairies (35,9 %), zones agricoles hétérogènes (10,9 %), milieux à végétation arbustive et/ou herbacée (1,1 %). L'évolution de l’occupation des sols de la commune et de ses infrastructures peut être observée sur les différentes représentations cartographiques du territoire : la carte de Cassini (XVIIIe siècle), la carte d'état-major (1820-1866) et les cartes ou photos aériennes de l'IGN pour la période actuelle (1950 à aujourd'hui).

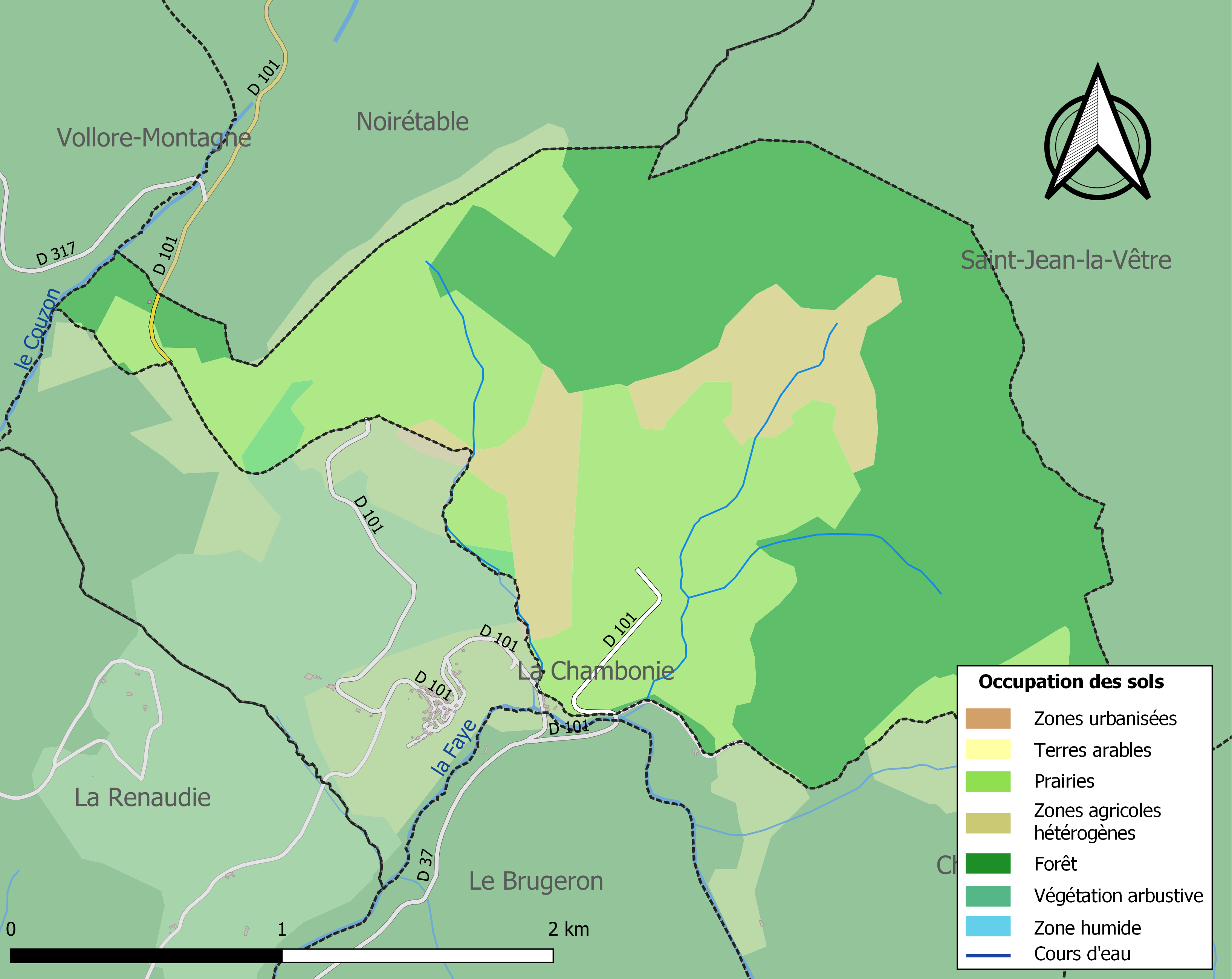
Carte des infrastructures et de l'occupation des sols de la commune en 2018 (CLC).

## Toponymie
Son nom est traditionnellement La Chambaa en forézien (dialecte du francoprovençal) et en auvergnat.

## Politique et administration
| Période                                  | Période      | Identité          | Étiquette | Qualité |
| ---------------------------------------- | ------------ | ----------------- | --------- | ------- |
| Les données manquantes sont à compléter. |              |                   |           |         |
| avant 1988                               | ?            | André Bartholin   |           |         |
| mars 2001                                | 2014         | Danielle Picarles |           |         |
| 2014                                     | juillet 2020 | Maurice Dichampt  |           |         |
| juillet 2020                             | En cours     | Valérie Halvick   |           |         |

La Chamba faisait partie de la communauté de communes des Montagnes du Haut Forez de 1996 à 2016 puis a intégré Loire Forez Agglomération.

## Démographie
L'évolution du nombre d'habitants est connue à travers les recensements de la population effectués dans la commune depuis 1793. Pour les communes de moins de 10 000 habitants, une enquête de recensement portant sur toute la population est réalisée tous les cinq ans, les populations de référence des années intermédiaires étant quant à elles estimées par interpolation ou extrapolation. Pour la commune, le premier recensement exhaustif entrant dans le cadre du nouveau dispositif a été réalisé en 2004.

En 2022, la commune comptait 44 habitants, en évolution de −13,73 % par rapport à 2016 (Loire : +1,32 %, France hors Mayotte : +2,11 %).
| 1793 | 1800 | 1806 | 1821 | 1831 | 1836 | 1841 | 1846 | 1851 |
| ---- | ---- | ---- | ---- | ---- | ---- | ---- | ---- | ---- |
| 237  | 122  | 134  | 205  | 536  | 600  | 586  | 588  | 557  |

| 1856 | 1861 | 1866 | 1872 | 1876 | 1881 | 1886 | 1891 | 1896 |
| ---- | ---- | ---- | ---- | ---- | ---- | ---- | ---- | ---- |
| 551  | 522  | 534  | 493  | 518  | 486  | 473  | 476  | 569  |

| 1901 | 1906 | 1911 | 1921 | 1926 | 1931 | 1936 | 1946 | 1954 |
| ---- | ---- | ---- | ---- | ---- | ---- | ---- | ---- | ---- |
| 545  | 515  | 202  | 170  | 160  | 146  | 138  | 129  | 111  |

| 1962 | 1968 | 1975 | 1982 | 1990 | 1999 | 2004 | 2006 | 2009 |
| ---- | ---- | ---- | ---- | ---- | ---- | ---- | ---- | ---- |
| 103  | 87   | 81   | 68   | 56   | 53   | 59   | 59   | 51   |

| 2014 | 2019 | 2022 | - | - | - | - | - | - |
| ---- | ---- | ---- | - | - | - | - | - | - |
| 52   | 47   | 44   | - | - | - | - | - | - |

## Lieux et monuments
- La station de ski de fond du col de la Loge : à 1 253 mètres d'altitude.
- Église Sainte-Madeleine de La Chamba.

## Héraldique
| Blason de La Chamba | Blason  | D'azur à un mont d'un coupeau de tenné chargé, à dextre d'un chevreuil contourné d'or, à senestre d'un skieur de fond sur une terrasse isolée d'argent, en pointe d'un sapin de sinople, et au sommet enneigé d'argent, d'une grappe de myrtille tigée et feuillée au naturel; le tout surmonté d'un listel d'or chargé de l'inscription LA CHAMBA en lettres capitales de sable. |
| Blason de La Chamba | Détails | * Il y a là non-respect de la règle de contrariété des couleurs : ces armes sont fautives (tenné sur azur, sinople sur tenné). Création JF Binon.Officiel 2024l |